# Lupara

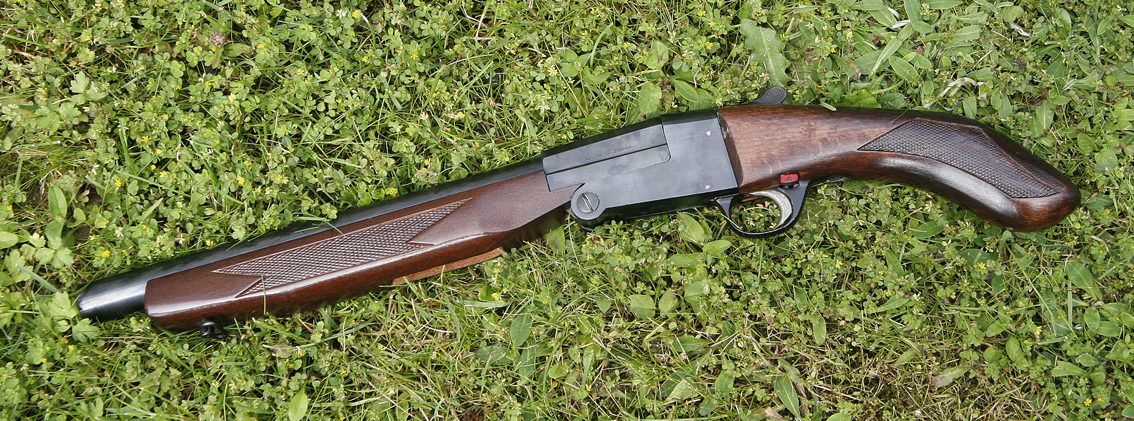
Lupara

Lupara (deutsch Wolfstöter) ist eine Bezeichnung für eine abgesägte Flinte, bei der sowohl Lauf als auch Kolben gekürzt wurden. Heute wird der Begriff Lupara oft allgemeiner für abgesägte Flinten verwendet. 
Die Lupara stammt ursprünglich aus Italien, wo sie von Hirten zur Abwehr von Wölfen geführt wurde. Beliebt war diese Waffe auch für Gewaltverbrechen, da sie sich durch die geringe Länge unauffälliger transportieren lässt.
Da der Lauf der Lupara nachträglich gekürzt wurde und gegenüber herkömmlichen Flinten keinen Choke („Würgebohrung“) aufweist, verteilen sich die Schrotkörner früher und weiter. Durch die erhebliche Streuung der Schrotladung ist das Wirkungsfeld bei geringerer Deckung (Anzahl der Schrote/Flächenmaß) wesentlich größer als üblich. Die effektive Reichweite ist hingegen geringer.
Besonders beliebt waren als Ladung sogenannte „Posten“ (engl.: buckshot); das sind Schrote mit einem Durchmesser von 6,1 mm und größer. Die Anzahl und Deckung dieser Posten ist deutlich geringer als bei normalen Schroten von 2 bis 4 mm, die Wirkung, besonders auf kurze Entfernung (10 bis 20 m) hingegen verheerend.
Eine zur Lupara geänderte Flinte ist in Deutschland bei einer Gesamtlänge unter 60 cm als Kurzwaffe zu behandeln und anzumelden, in Österreich jedoch verboten. Die Verwendung von Posten ist bei der Bejagung von Schalenwild  durch das Bundesjagdgesetz verboten.